# Teorema di Rolle
In analisi matematica il teorema di Rolle afferma che se una funzione è continua in un intervallo chiuso {\displaystyle [a,b]}, derivabile in ogni punto dell'intervallo aperto {\displaystyle (a,b)} e assume valori uguali {\displaystyle f(a)=f(b)} negli estremi dell'intervallo, allora esiste almeno un punto {\displaystyle c} interno ad {\displaystyle (a,b)} in cui la derivata si annulla, cioè {\displaystyle f'(c)=0} (punto critico o stazionario).

## Storia
Al matematico indiano Bhāskara (1114–1185) è attribuita la conoscenza del teorema di Rolle.
Sebbene il nome del teorema venga da Michel Rolle, la sua prima dimostrazione nel 1691 coprì solo il caso di funzioni polinomiali. La dimostrazione di Rolle non usava i metodi del calcolo differenziale, che a quel punto della vita considerava fallaci. Il teorema fu per la prima volta provato da Cauchy nel 1823 come corollario della dimostrazione del teorema di Lagrange. Il nome «teorema di Rolle» fu usato per la prima volta dal tedesco Moritz Wilhelm Drobisch nel 1834 e dall'italiano Giusto Bellavitis nel 1846.

## Enunciato

Teorema di Rolle: se è continua in, derivabile in e, allora esiste tale che.

Sia {\displaystyle f\colon [a,b]\rightarrow \mathbb {R} }. Se {\displaystyle f} è continua in {\displaystyle [a,b]}, derivabile in {\displaystyle (a,b)} e se vale {\displaystyle f(a)=f(b)}, allora esiste almeno un punto {\displaystyle c\in (a,b)} tale che {\displaystyle f'(c)=0}.

## Significato geometrico
Il significato geometrico del teorema di Rolle è il seguente: se il grafico di una funzione continua {\displaystyle f} definita su un intervallo {\displaystyle [a,b]} con valori in {\displaystyle \mathbb {R} } è dotato di tangente non verticale in ciascuno dei punti {\displaystyle (x,f(x))}, con {\displaystyle x\in (a,b)}, e se la funzione {\displaystyle f} assume lo stesso valore agli estremi dell'intervallo {\displaystyle [a,b]}, allora esiste almeno un punto {\displaystyle c} interno ad {\displaystyle [a,b]} tale che la retta tangente al grafico di {\displaystyle f} nel punto {\displaystyle (c,f(c))} sia parallela all'asse delle ascisse. 

## Dimostrazione
Poiché {\displaystyle f} è continua, in virtù del teorema di Weierstrass la funzione sull'intervallo {\displaystyle [a,b]} ammette massimo e minimo assoluti (che indichiamo rispettivamente con {\displaystyle M} e {\displaystyle m}). Si danno due casi: o il massimo e il minimo sono entrambi raggiunti negli estremi dell'intervallo {\displaystyle [a,b]}, oppure almeno uno dei due è raggiunto in un punto appartenente all'intervallo {\displaystyle (a,b)}.
1. Il massimo e il minimo sono entrambi raggiunti negli estremi e quindi, poiché {\displaystyle f(a)=f(b)}, ne segue che {\displaystyle M=m}. Questo implica che la funzione è costante sull'intervallo {\displaystyle [a,b]} e quindi la derivata è nulla in ciascun punto {\displaystyle c} dell'intervallo {\displaystyle (a,b)}.
2. Il massimo o il minimo sono raggiunti all'interno dell'intervallo. Consideriamo il caso in cui il massimo è raggiunto in un punto {\displaystyle c} dell'intervallo aperto {\displaystyle (a,b)}, cioè {\displaystyle f(c)=M}. Per il teorema di Fermat allora la derivata è nulla nel punto {\displaystyle c}.

## Necessità delle tre ipotesi

Controesempio nº2. La funzione nell'intervallo non è derivabile in dove c'è un punto angoloso. Il teorema di Rolle non è quindi valido.

Le ipotesi sulla continuità e derivabilità della funzione hanno le seguenti motivazioni:
1. la richiesta di continuità sull'intervallo chiuso e limitato è necessaria per l'applicabilità del teorema di Weierstrass, ovvero per assicurare l'esistenza di un massimo e un minimo assoluti della funzione nell'intervallo considerato;
2. la richiesta di derivabilità sull'intervallo aperto è necessaria per l'applicabilità del teorema di Fermat sui punti stazionari, ovvero per assicurare la stazionarietà della funzione in presenza di un punto estremante interno all'intervallo.

Come si vedrà nei controesempi, queste sono le ipotesi più larghe possibili per cui vale l'enunciato stesso. Il teorema non vale se cade anche solo una delle tre ipotesi.
1. Se {\displaystyle f} non è continua su {\displaystyle [a,b]} non vale il teorema di Rolle. Basta considerare il semplice controesempio {\displaystyle f\colon [0,1]\to \mathbb {R} } tale che {\displaystyle f(x)=x} per {\displaystyle x<1} e {\displaystyle f(1)=0}. La funzione è derivabile in {\displaystyle (0,1)} e {\displaystyle f(0)=f(1)=0} ma non è continua nel punto {\displaystyle 1}. Per questa funzione non vale il teorema di Rolle, infatti la derivata non è mai nulla.
2. Se {\displaystyle f} non è derivabile in {\displaystyle (a,b)} non vale il teorema di Rolle. Basta considerare la funzione {\displaystyle f\colon [-1,1]\to \mathbb {R} ,x\mapsto |x|}. Essa è una funzione continua su {\displaystyle [-1,1]}, inoltre {\displaystyle f(1)=|1|=1=|-1|=f(-1)}, tuttavia non è derivabile in {\displaystyle (a,b)} quindi non valgono le ipotesi del teorema di Rolle e infatti la derivata dove esiste non è mai nulla.
3. Se {\displaystyle f(a)\neq f(b)} non vale il teorema di Rolle, basta considerare il semplice controesempio {\displaystyle f\colon [0,1]\to \mathbb {R} ,x\mapsto x} che è una funzione continua su {\displaystyle [0,1]}, derivabile su {\displaystyle (0,1)}, ma tale che {\displaystyle f(0)=0\neq f(1)=1}, e infatti il teorema di Rolle non vale.

Chiaramente il fatto che una funzione non soddisfi le ipotesi del teorema di Rolle, non implica che non esistano punti in cui la sua derivata si annulli; semplicemente, rinunciando alle condizioni di Rolle, l'esistenza di tali punti non è garantita.

## Generalizzazione a derivate superiori
Possiamo anche generalizzare il teorema di Rolle richiedendo che {\displaystyle f} abbia più punti con lo stesso valore e maggior regolarità. Specificatamente, supponiamo che
- La funzione {\displaystyle f} sia continua nell'intervallo {\displaystyle [a,b]} e derivabile {\displaystyle n} volte in {\displaystyle (a,b)}
- Ci sono {\displaystyle n} intervalli dati da {\displaystyle a\leq x_{1}<x_{2}<...<x_{n+1}\leq b} in {\displaystyle [a,b]} tali che {\displaystyle f(x_{i})=f(x_{j})} per ogni {\displaystyle i,j} da 1 a {\displaystyle n+1}, cioè in essi la funzione assume lo stesso valore

Allora esiste {\displaystyle c\in (x_{1},x_{n+1})} tale che {\displaystyle f^{(n)}(c)=0}.

Il teorema in particolare afferma anche che se una funzione derivabile abbastanza volte ha {\displaystyle n} radici (e quindi hanno lo stesso valore, cioè 0), allora  {\displaystyle f^{(n-1)}} si annullerà in almeno un punto interno. 

La curva rossa è il grafico di una funzione con tre radici nell'intervallo. Quindi il teorema generalizzato ci assicura che la sua derivata seconda (in verde) ha anch'essa uno zero nell'intervallo

### Dimostrazione
La dimostrazione utilizza il principio di induzione. Per {\displaystyle n=1} è semplicemente la versione standard del teorema di Rolle. Come ipotesi induttiva, assumiamo la generalizzazione vera per {\displaystyle n-1} e vogliamo provarlo per {\displaystyle n}. Dal teorema di Rolle standard, per ogni intero {\displaystyle k} da 1 a {\displaystyle n}, esiste {\displaystyle c_{k}} nell'intervallo aperto {\displaystyle (x_{k},x_{k+1})} tale che {\displaystyle f'(c_{k})=0}. Perciò la derivata prima soddisfa le ipotesi sugli {\displaystyle n-1} intervalli chiusi {\displaystyle [c_{1},c_{2}],...,[c_{n-1},c_{n}]}. Dall'ipotesi induttiva, c'è almeno un {\displaystyle c} tale che l'{\displaystyle n-1}-esima derivata di {\displaystyle f'(x)}, e quindi {\displaystyle f^{(n)}}, in {\displaystyle c} sia 0.

## Generalizzazioni ad altri campi
Il teorema di Rolle è una proprietà delle funzioni differenziabili sui numeri reali, che sono un campo ordinato. In quanto tale, non si generalizza ad altri campi, ma il seguente corollario sì: se un polinomio reale si fattorizza (ha tutte le sue radici) sui numeri reali, allora anche la derivata fa lo stesso.  Qualcuno potrebbe chiamare questa proprietà come Proprietà di Rolle. Campi più generali non hanno una nozione di funzione derivabile, ma hanno una nozione di polinomio, che possono essere simbolicamente spezzati. Similmente, esistono anche campi che non hanno un ordine, ma hanno una nozione di radice di un polinomio costruito a partire dal campo.
Così il teorema di Rolle ci mostra che i numeri reali hanno la proprietà di Rolle.  Ogni campo algebricamente chiuso come i numeri complessi hanno la proprietà di Rolle. Tuttavia, i numeri razionali non la possiedono – per esempio, {\displaystyle x^{3}-x=x(x-1)(x+1)} si fattorizza sui razionali, ma la sua derivata, {\displaystyle 3x^{2}-1=3\left(x-{1 \over {\sqrt {3}}}\right)\left(x+{1 \over {\sqrt {3}}}\right)}, non lo fa. La domanda di quali campi soddisfano la proprietà di Rolle fu sollevata da Irving Kaplansky nel 1972. Per campi finiti, la risposta è che solo {\displaystyle \mathbf {F} _{2}} e {\displaystyle \mathbf {F} _{4}} hanno questa particolare proprietà; questo fu provato per la prima volta da Craven e Csordas (1977), e una semplice dimostrazione è data da Ballantine e Roberts (2002).